# Park Narodowy Sierra de Perijá
Park Narodowy Sierra de Perijá (hiszp. Parque nacional Sierra de Perijá) – park narodowy w północno-zachodniej Wenezueli położony w stanie Zulia. Został utworzony 12 grudnia 1978 roku i zajmuje obszar 2952,88 km². W 2005 roku został zakwalifikowany przez BirdLife International jako ostoja ptaków IBA. 

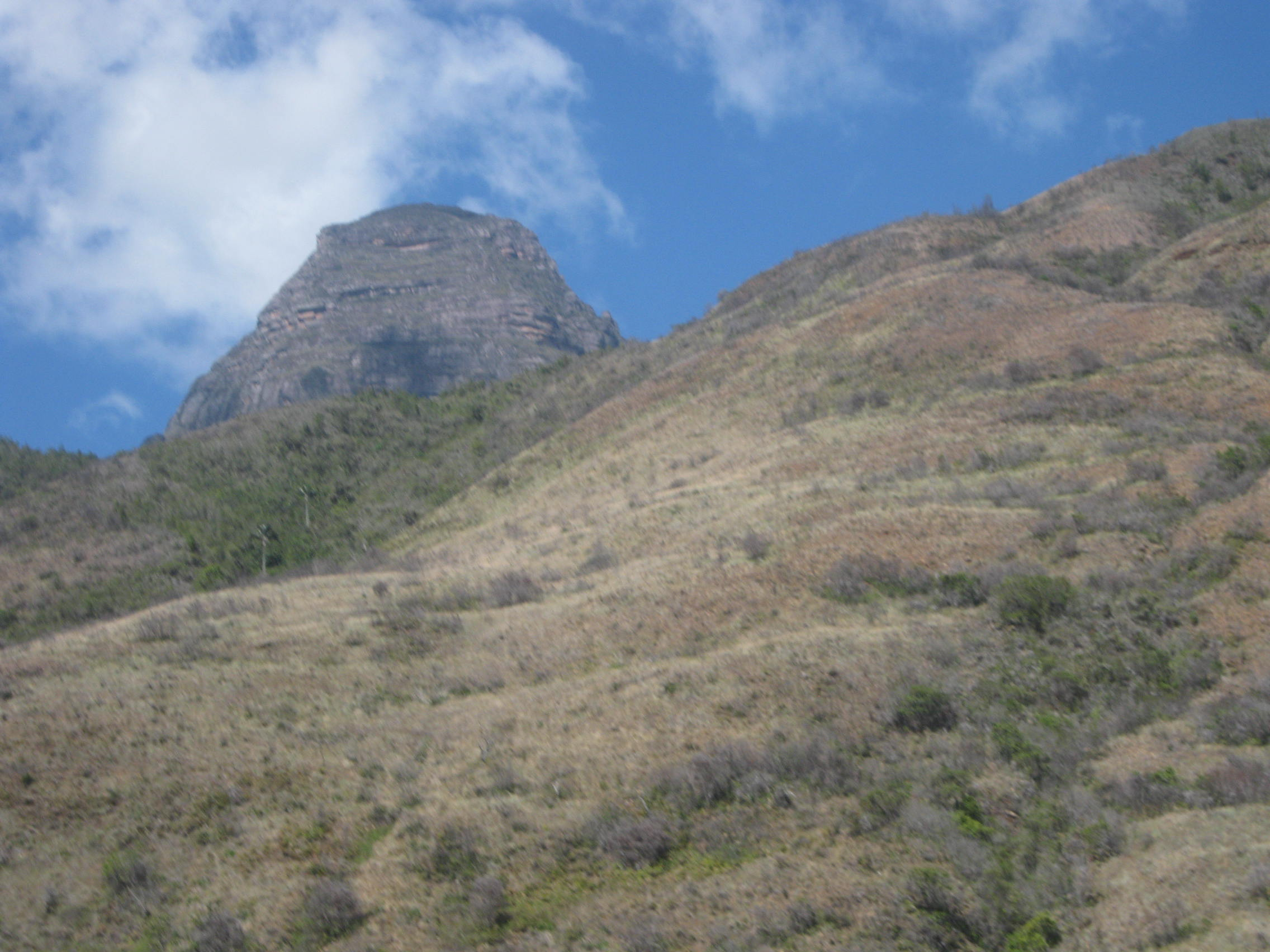
Szczyt Cerro Tutari

## Opis
Park znajduje się przy granicy z Kolumbią, na wschodnich zboczach pasma górskiego Serranía de Perijá (najbardziej na północ wysunięte pasmo Kordyliery Wschodniej). Na wschód od niego znajduje się Park Narodowy Ciénagas del Catatumbo, a na południe, położony w tym samym paśmie górskim, kolumbijski Park Narodowy Catatumbo Barí. Pasmo wznosi się niemal pionowo nad równinami otaczającymi jezioro Maracaibo. Najwyższe szczyty to Cerro Pintado (3650 m n.p.m.) i Cerro Tutari (3750 m). Występują tu licznie doliny w kształcie litery V, wodospady i jeziora. W parku znajduje się największa jaskinia w Wenezueli  –  Las Cuevas del Samán. Główne rzeki wpadają do jeziora Maracaibo i do Magdaleny. Są to m.in.: Intermedio del Norte, Negro, Santa Ana, Oro i Catatumbo. Na najniżej położonej części parku rośnie wilgotny las równikowy. Na wysokościach od 800 do 2500 m n.p.m. występuje tropikalny wilgotny las górski. Najwyższą część pokrywa paramo. Park zamieszkuje rdzenna ludność z grup etnicznych Yukpa i Bari.
Średnia roczna temperatura w parku w zależności od wysokości wynosi od +6 °C do +26 °C, a średnie roczne opady od 1500 do 3000 mm.

## Flora
We florze parku występuje wiele gatunków endemicznych, takich jak krytycznie zagrożony wyginięciem (CR) Albizia buntingii, zagrożony wyginięciem (EN) Espeletia perijaensis, a także m.in.: Piper perijaensis, Psychotria perijaensis, Begonia confinis, Greigia tillettii, Anthurium perijamun i Philodendron zulianum.  Rosną tu też narażony na wyginięcie (VU) Pterocarpus acapulcensis. a także m.in.: Bejaria glauca, Hamelia patens, Myrica pubescens i Trichilia elegans.

## Fauna
Fauna w parku nie została dokładnie zbadana. Stwierdzono występowanie tu 444 gatunków ptaków. Są to zagrożone wyginięciem (EN) czyż czerwony, elfik rdzawoskrzydły, koszykarz oliwkowy i łódkodziób kolumbijski, narażone na wyginięcie (VU) czubacz hełmiasty, harpia wielka, ara zielona i kondor wielki, a także m.in.: tłuszczak, metalik złotawy, czubacz żółtoguzy, barwinka złotogłowa, kusaczka wenezuelska, krytonosek brązowokarkowy, kondor królewski, szmaragdolotka andyjska, arasari obrożny, piona brązowoskrzydła, pieprzojad żółtodzioby i czakalaka rdzaworzytna.
Z ssaków żyją tu narażony na wyginięcie (VU) andoniedźwiedź okularowy, a także m.in.: kapucynka oliwkowa, kapucynka białoczelna, wyjec rudy, ponocnica trójpręgowa, koendu, puma płowa, jaguar amerykański i paka nizinna.
Gady i płazy występujące w parku to narażony na wyginięcie (VU) Pristimantis fasciatus, a także m.in.: boa dusiciel, Leptodeira annulata,  ostrogłów brązowy, Micrurus carinicauda, Micrurus mipartitus, Porthidium lansbergii, żararaka lancetowata, grzechotnik straszliwy, Pristimantis turik, Pristimantis yukpa i Anolis tetarii.